# Brochiraja aenigma
Brochiraja aenigma is een vissensoort uit de familie van de Arhynchobatidae. De wetenschappelijke naam van de soort is voor het eerst geldig gepubliceerd in 2006 door Last & McEachran.